# Війна Дакота (1862)
Війна Дакота 1862 року (англ. Dakota War of 1862), також повстання Сіу (англ. Sioux Uprising), повстання Дакота (Dakota Uprising) або війна Маленького Ворона (англ. Little Crow's War) — збройний конфлікт між Сполученими Штатами та кількома східними племенами корінного населення Дакота, відомими під загальною назвою Санті Сіу. Конфлікт розпочався 18 серпня 1862 року, коли дакота, яким загрожувала голодна смерть і переміщення, напали на поселення білих в агентстві нижніх сіу в долині річки Міннесота на південному заході Міннесоти. Війна тривала п'ять тижнів і призвела до загибелі сотень поселенців і переміщення ще тисяч. Після цього жителі Дакоти були вигнані зі своїх батьківщин, примусово відправлені до резервацій у Дакотах і Небрасці, а штат Міннесота конфіскував і продав усю землю, що залишилася в штаті.
Війна Дакота, або її також називають «повстанням сіу 1862 року», була першим великим збройним протистоянням між США та індіанським племенем сіу (дакота), яких очолював головним чином вождь Таоятедута (він же «Маленька Ворона»). За архівними даними, після шести тижнів боїв у Міннесоті в ході конфлікту загинуло понад 500 американських солдатів і поселенців, хоча набагато більше, ймовірно, загинуло під час невеликих набігів або внаслідок потрапляння до полону. Кількість загиблих сіу під час повстання здебільшого не підтверджена. Після війни 303 воїни-сіу було визнано військовими трибуналами США винними у вбивствах і зґвалтуваннях і засуджено до смертної кари. Більшість смертних вироків було пом'якшено президентом Лінкольном, але 26 грудня 1862 року в Манкейто, 38 чоловіків племені дакота-сіу були повішені, що стало найбільшою масовою карною стратою в історії США.
Після вигнання дакоти деякі біженці та воїни пробралися до земель лакоти на території нинішньої Північної Дакоти. Бої тривали між полками Міннесоти та об'єднаними силами лакоти та дакоти до 1864 року, коли полковник Генрі Сіблі переслідував сіу на території Дакоти. Армія Сіблі перемогла лакоту і дакоту у трьох великих битвах 1863 року: 26 липня 1863 року в битві біля озера Дед-Баффало, 28 липня 1863 року — у битві при Стоуні-Лейк і 3 вересня 1863 року — в битві біля Вайтстоун-Гілл.

## Історія
Усі чотири племінні групи східних Дакота були змушені поступитися великими ділянками своєї землі США у серії договорів і були неохоче переміщені до смуги резервації двадцяти миль завширшки, з центром на річці Міннесота. Там, індіанські агенти уряду США заохочували їх стати фермерами, а не продовжувати свої мисливські традиції. Неврожай 1861 року, а потім сувора зима та погане полювання через виснаження дичини призвели до голоду та серйозних труднощів для виживання східних Дакота. Влітку 1862 року напруга між ними, торговцями та індіанськими агентами досягла переломної точки. 17 серпня 1862 року четверо молодих людей Дакоти вбили п'ятьох білих поселенців у Актоні, штат Міннесота, у суперечці, що зав'язалася. Тієї ночі група воїнів на чолі з вождем Таоятедута («Маленька Ворона») вирішила наступного ранку напасти на Агентство Нижніх Сіу, намагаючись вигнати всіх поселенців із долини річки Міннесота. Через реалії Громадянської війни, що точилася тоді по всій країні, реакція уряду США була сповільнена. Але 23 вересня 1862 року армія добровольців з підрозділів піхоти, артилерії та ополченців міліції, зібрана губернатором Олександром Ремсі та очолювана полковником Генрі Гастінгсом Сіблі, нарешті перемогла Маленьку Ворону в битві біля Вуд-Лейка. Вождь з групою від 150 до 250 послідовників втік на північні рівнини території Дакота та Канади.
Загалом у ході збройного протистояння воїни Дакота напали та вбили понад 500 білих поселенців, змусивши тисячі втекти з регіону та взяли сотні «мішаної крові» та білих у заручники, майже всі вони були жінками та дітьми. До кінця війни було вбито 358 (?) поселенців, на додаток до 77 солдатів і 36 добровольців ополчення та озброєних цивільних осіб. Загальна кількість втрат людей племени Дакота достеменно невідома, але 150 воїнів племені загинули в бою. 26 вересня 1862 року 269 «змішаних» і білих заручників були звільнені військам Сіблі в Кемп-Різ. Інтерновані у форті Снеллінг, приблизно 2000 дакот здалися або були взяті під варту, включаючи щонайменше 1658 некомбатантів, а також тих, хто виступав проти війни та допомагав звільнити заручників.
Менш ніж за шість тижнів після подій військова комісія, що складалася з офіцерів добровольчої піхоти Міннесоти, засудила до страти 303 жителів Дакоти. Президент Авраам Лінкольн переглянув вироки та затвердив смертні вироки для 39 із 303. 26 грудня 1862 року 38 індіанців племені було повішено в Манкейто, штат Міннесота, причому один отримав відстрочку. Це стало найбільшою масовою стратою за один день в американській історії. Конгрес США скасував резервації Східної Дакоти та Хо-Чанка (Віннебейго) у Міннесоті, а в травні 1863 року східна Дакота та Хо-Чанк, ув'язнені у форті Снеллінг, були вислані з Міннесоти до резервації на території сучасної Південної Дакоти. Хо-Чанки пізніше були переселені до Небраски поблизу народу Омаха, щоб сформувати резервацію Віннебейго.